# Roger Silva
Roger Rodrigues da Silva, noto semplicemente come Roger (Campinas, 7 gennaio 1985), è un allenatore di calcio ed ex calciatore brasiliano, di ruolo attaccante, tecnico dell'Londrina.

## Carriera
Il 22 aprile 2010 l'attaccante passa in prestito dal San Paolo al Guarani sino al dicembre successivo.

## Palmarès

### Giocatore
- Coppa Libertadores: 1

San Paolo: 2005
- Campionato Pernambucano: 1

Sport Recife: 2008
- Coppa del Brasile: 1

Sport Recife: 2008
- Campionato Baiano: 1

Vitória: 2009
- J2 League: 1

Kashiwa Reysol : 2010

### Allenatore
- Troféu do Interior: 2

Athletic: 2022, 2023
- Recopa Mineira: 1

Athletic: 2022
- Troféu Inconfidência: 2

Athletic: 2024 2025